# 萊克賽德格林 (佛羅里達州)
萊克賽德格林（英語：Lakeside Green）是位於美國佛羅里達州棕櫚灘縣的一個人口普查指定地區。

## 地理
萊克賽德格林的座標為26°44′13″N 80°06′45″W / 26.73694°N 80.11250°W，而該地最高點為海拔高度4米（即13英尺）。

## 人口
根據2010年美國人口普查的數據，萊克賽德格林的面積為1.40平方千米，當中陸地面積為1.40平方千米，而水域面積為0.00平方千米。當地共有人口3311人，而人口密度為每平方千米2,365人。